# Mahotas
 (novembre 2018).
Mahotas, est une bibliothèque logicielle du langage Python destinée à l'analyse d'image. 
Elle rassemble un certain nombre d'algorithmes implémentés en C++ et utilisant des tableaux de numpy pour les calculs matriciels, offrant ainsi une vitesse de calculs rapide.    
À ce jour la bibliothèque contient plus de 100 algorithmes tels que érosion, dilatation, watershed, descripteurs de Zernike et Haralick...     
Mahotas est un projet open-source, dont le code source est disponible sur GitHub.

## Installation
Mahotas peut être installé via pip ou anaconda, cf.Documentation